# Izumo

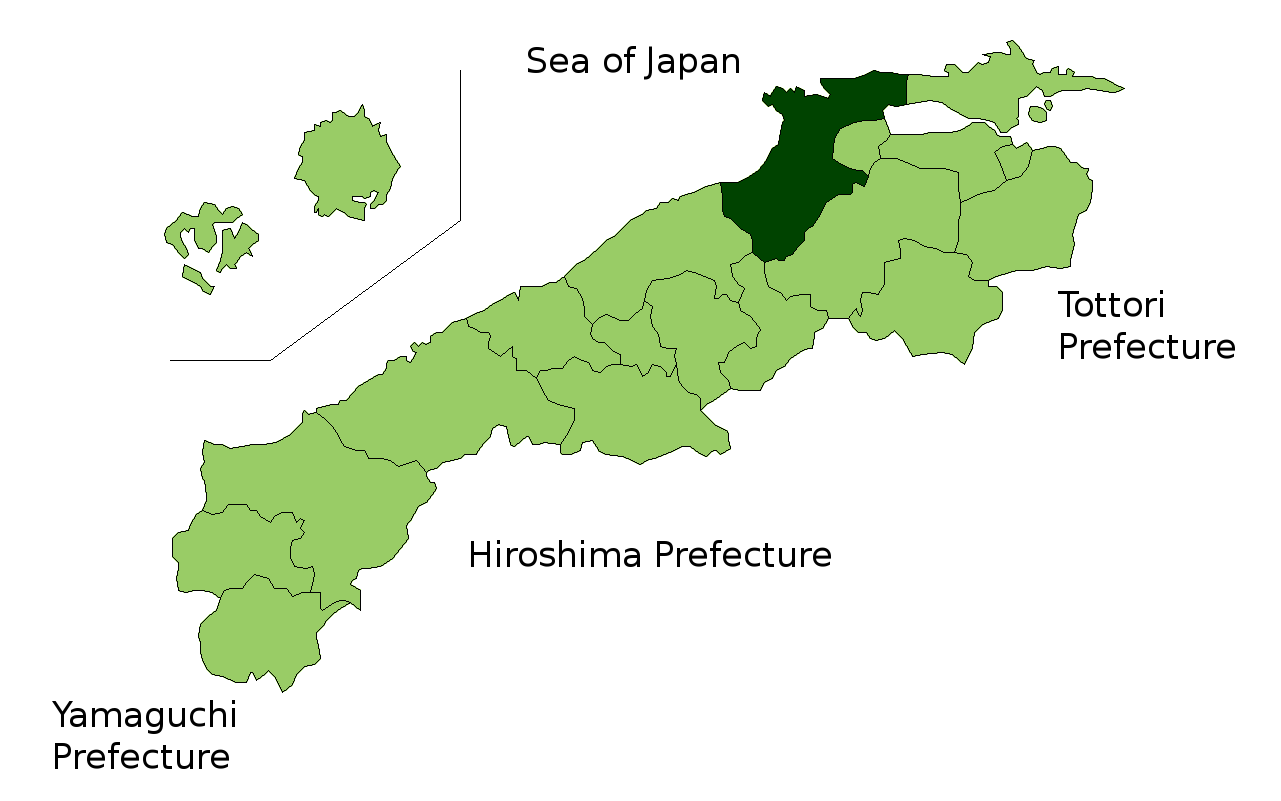

Izumo (出雲市 Izumo-shi?) este un municipiu din Japonia, prefectura Shimane.